# بیل بیلی
بیل بیلی (انگلیسی: Bill Bailey؛ زادهٔ ۱۳ ژانویهٔ ۱۹۶۴) کمدین، آهنگساز، نویسنده، هنرپیشه و مجری رادیو و تلویزیون اهل کشور بریتانیا است.

## قسمتی از فیلمشناسی
- لقاح معصوم-۱۹۹۲
- افسارگسیخته -۲۰۰۴
- تخت گاز (برنامه تلویزیونی)
- پلیس خفن -۲۰۰۷
- بدو چاقالو بدو -۲۰۰۷
- اسکینز (مجموعه تلویزیونی) -۲۰۰۷
- شیادها (مجموعه تلویزیونی)
- برک و هیر -۲۰۱۰
- بازگشت دایه مکفی -۲۰۱۰
- دکتر هو (مجموعه تلویزیونی)